# Encentrum myersi
Encentrum myersi är en hjuldjursart som beskrevs av Wulfert 1936. Encentrum myersi ingår i släktet Encentrum och familjen Dicranophoridae. Arten är reproducerande i Sverige. Inga underarter finns listade i Catalogue of Life.